# 第一大任駅
第一大任駅（だいいちおおとうえき）は、かつて福岡県田川郡川崎町川崎にあった、日本国有鉄道（国鉄）日田彦山線の貨物駅（廃駅）である。貨物支線の廃線に伴い、1974年（昭和49年）12月10日に廃駅となった。

## 歴史
- 1899年（明治32年）7月10日 - 豊州鉄道により開業。
- 1901年（明治34年）9月3日 - 豊州鉄道が九州鉄道に合併。
- 1907年（明治40年）7月1日 - 九州鉄道国有化[1]。
- 1974年（昭和49年）12月10日 - 貨物支線の廃線に伴い廃止[1]。

## 隣の駅
日本国有鉄道
日田彦山線（貨物支線）
豊前川崎駅 - 第一大任駅